# Сентесимо

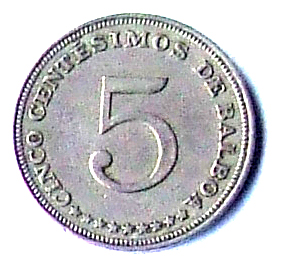
Монета номиналом 5 сентесимо, Панама

Сенте́симо (исп. centésimo — «сотый») — разменная денежная единица ряда стран Латинской Америки. В настоящее время имеет обращение в Уругвае и Панаме:
- панамский сентесимо — 1⁄100 панамского бальбоа;
- уругвайский сентесимо — 1⁄100 уругвайского песо.

Ранее также существовали:

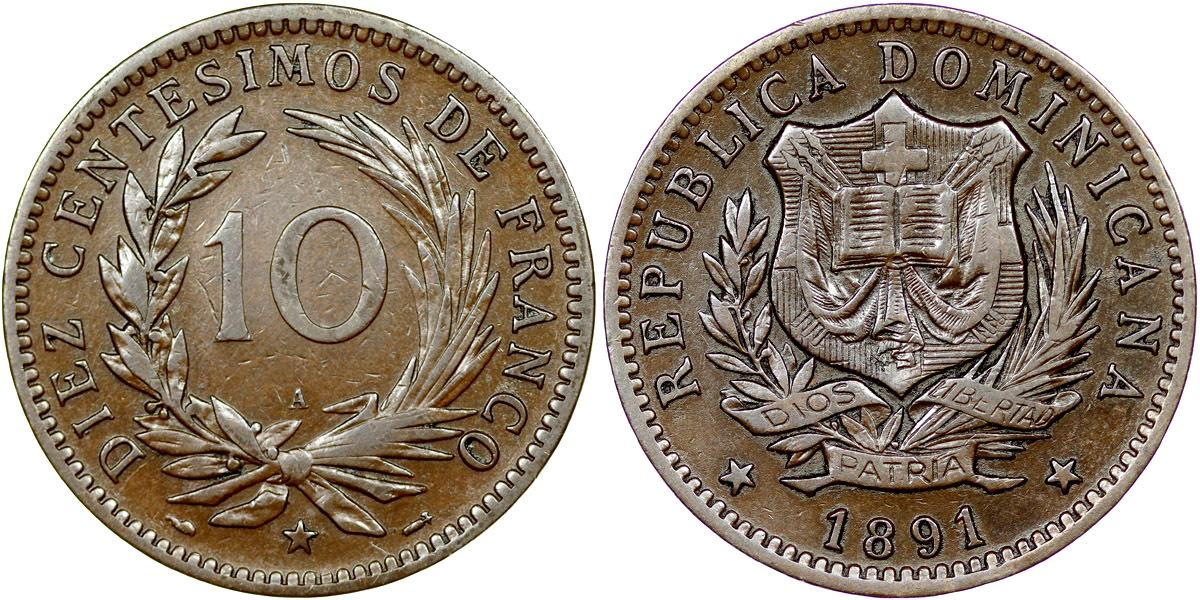
Монета номиналом 10 сентесимо 1891 года, Доминиканская Республика

- доминиканский сентесимо — в 1891—1897 годах 1⁄100 доминиканского франка;
- парагвайский сентесимо — в 1870—1881 годах 1⁄100 парагвайского песо;
- чилийский сентесимо — в 1960—1975 годах 1⁄100 чилийского эскудо.